# Thomas Vogl (Eishockeyspieler)
Thomas Vogl (* 9. Februar 1977 in Landshut) ist ein ehemaliger deutscher Eishockeyspieler (Verteidiger), der für den EV Landshut und den EC Hannover in der DEL spielte. Aktuell steht er beim TSV Erding als Trainer unter Vertrag. Sebastian Vogl, Thomas Vogls jüngerer Bruder, ist ebenfalls Eishockeyspieler.

## Karriere
Vogl begann seine Karriere in der Saison 1994/95 in der Juniorenmannschaft des EV Landshut und hatte ein Jahr später in der Saison 1995/96 seine ersten Einsätze in der DEL für den EC in Hannover und später für den EV Landshut. Nach seiner Zeit in der DEL wechselte Vogl zum EHC Straubing in die 1. Liga Süd, für den er in den Jahren zwischen 1996 und 1998 aufs Eis ging. Für die Saison 1998/99 unterschrieb Vogl einen Vertrag beim EC Ulm/Neu-Ulm, den er aber schon nach einer Saison wieder verließ, um sein Glück in der Oberliga beim EV Landshut zu versuchen.
Auch nach der Saison 1999/00 blieb Vogl in der Oberliga tätig und wechselte zu Beginn der Saison 2000/01 zum Deggendorfer EC, bevor er bei den Starbulls Rosenheim einen Vertrag für die Regionalliga-Saison 2002/03 unterschrieb. Nach einer durchaus erfolgreichen Saison in der Regionalliga wechselte Vogl zur Saison 2003/04 zum EHC München, mit dem ihm in der Folgesaison der Aufstieg in die 2. Bundesliga gelang. Trotz dieses Erfolgs blieb Vogl abermals in der Oberliga aktiv und unterschrieb bei den Heilbronner Falken einen Vertrag für die Saison 2005/06, bevor er im Folgejahr zum EV Landsberg wechselte. In der Saison 2007/08 stand Vogl bei den Lausitzer Füchsen unter Vertrag, bei denen er mit der Rückennummer 26 auflief.
Im April 2008 unterzeichnete Vogl einen Vertrag für die Saison 2008/09 bei den Passau Black Hawks aus der Oberliga und spielte bis 2012 für diesen Verein. Zur Saison 2012/13 wechselt er zu Deggendorf Fire.
International kam Vogl beim European Junior Cup 1995 zum Einsatz.

## Karrierestatistik
(Legende zur Spielerstatistik: Sp oder GP = absolvierte Spiele; T oder G = erzielte Tore; V oder A = erzielte Assists; Pkt oder Pts = erzielte Scorerpunkte; SM oder PIM = erhaltene Strafminuten; +/− = Plus/Minus-Bilanz; PP = erzielte Überzahltore; SH = erzielte Unterzahltore; GW = erzielte Siegtore; 1 Play-downs/Relegation; Kursiv: Statistik nicht vollständig)

## Erfolge

### Als Spieler
- Deutscher Oberliga-Vizemeister 2000 (EV Landshut)
- Meister Regionalliga Bayern Ost 2003 (Starbulls Rosenheim)
- Deutscher Oberliga-Vizemeister 2005 (EHC München)
- Aufstieg in die 2. Bundesliga 2005

### Als Trainer
- Vizemeister Regionalliga Bayern 2017 (TSV Erding)

- Trainer des Jahres (Bayen) 2016/17

## Trainerstationen
- 2013–2015 ESC Dorfen (Spielertrainer)
- 2015–2016 EV Dingolfing (Spielertrainer)
- 2016–2017 ESC Vilshofen (Spielertrainer)
- 2016–2018 TSV Erding (Bayernliga)
- 2018–2019 EHC Waldkraiburg (Oberliga Süd)
- 2019–2022 TSV Erding (Bayernliga)
- 2023–2024 EHF Passau (Oberliga Süd)